# 카를로스 3세 (나바라)

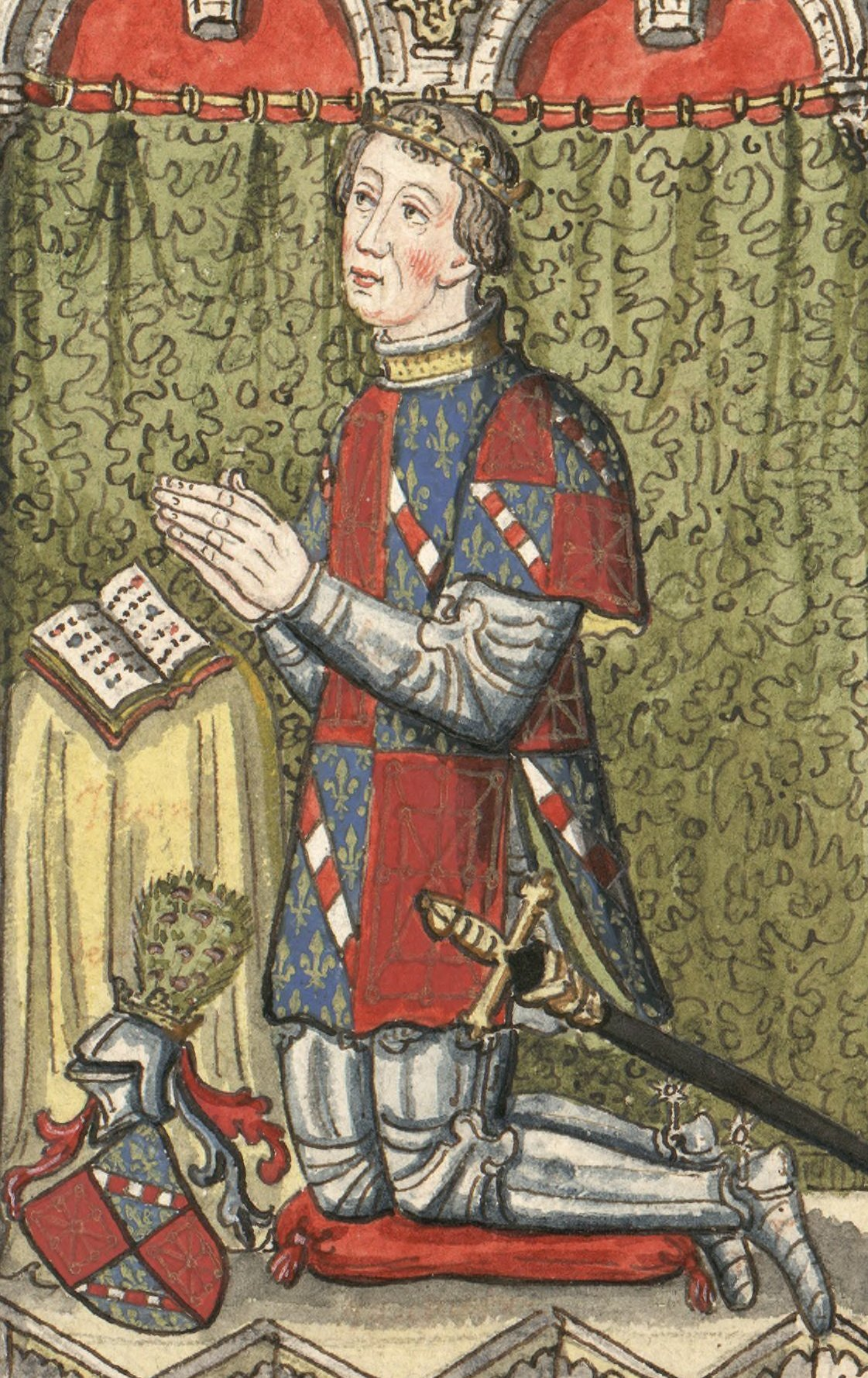
카를로스 3세

카를로스 3세 아 나파로아코아(바스크어: Karlos III.a Nafarroakoa)는 나바라 왕국의 왕(재위: 1387년 ~ 1425년)이자 에브뢰 백작(재위: 1387년 ~ 1404년), 느무르 공작(재위: 1404년 ~ 1425년)이다. 고귀왕(바스크어: Noblea)이라고도 불린다. 에브뢰 백작으로는 샤를 2세 데브뢰, 느무르 공작으로는 샤를 드 느무르로도 불린다.
카를로스는 부친 카를로스 2세로부터 나바라 왕국과 에브뢰의 영지를 물려받았으나 후에 프랑스 왕국의 왕 샤를 6세와 파리 조약을 맺어 에브뢰 백령을 느무르 공령으로 교환하였다.
부인은 카스티야 연합왕국의 공주 레오노르(부친은 카스티야왕 엔리케 2세)이며 자녀는 2남 6녀였으나 아들들은 요절하였고 그 중 둘째 딸 수리아가 나바라 왕국의 왕위를 물려받게 된다.